# Mister Olympia 1966
El Mister Olympia 1966 fue la segunda edición oficial de la competición más importante del culturismo, organizada por la Federación Internacional de Fisicoculturismo. El certamen se realizó en septiembre de 1966, en la Academia de Música de Brooklyn, Nueva York, Estados Unidos.
En este certamen, representantes de competiciones culturistas como Señor América, Señor Mundo y Señor Universo, disputaron el trofeo en el mes de septiembre, para proclamar al mejor culturista del mundo. Larry Scott, campeón del primer torneo, defendía el título ante Harold Poole, Earl Maynard y el cubano Sergio Oliva, una de las revelaciones en aquella época. La decisión de los jueces tardó exactamente veinte minutos, el veredicto final se inclinó hacia Scott que finalmente revalidó el título, consiguiendo de forma consecutiva el Mister Olympia, segundo de su carrera como culturista profesional. Obtuvo su segunda estatua de bronce inspirada en Eugen Sandow y un cheque por $ 1000.
Aunque Sergio Oliva terminaría en cuarto lugar, la afición, el público y los especialistas perfilaron al cubano como uno de los futuribles ganadores del certamen, debido a que presentaba un excelente físico y una buena condición atlética, un rival a tener en cuenta para el Mister Olympia 1967.

## Ganador
El ganador de la competición del Mister Olympia 1966 fue el estadounidense Larry Scott, quien había ganado con anterioridad la primera edición de este importante certamen. Scott había ganado anteriormente otras competiciones para culturistas, entre ellas, el Campeonato del Mundo amateur de culturismo y el Señor América.
| Posición | Culturista   |
| -------- | ------------ |
| 1        | Larry Scott  |
| 2        | Harold Poole |
| 3        | Chuck Sipes  |